# Älgtjärnet (Eda socken, Värmland)
Älgtjärnet är en sjö i Eda kommun i Värmland och ingår i Göta älvs huvudavrinningsområde.